# Aixa Middleton
Aixa Middleton González (Panamá, 6 de febrero de 1988) es una atleta panameña de atletismo que compite en lanzamiento de disco.

## Biografía
Middleton ganó su primera medalla sénior en el Campeonato Centroamericano de Atletismo de 2002 a la edad de 14 años, llevándose la medalla de plata en disco. Tuvo un gran éxito en competencias regionales por categorías de edad: compitiendo tanto en lanzamiento de peso como en disco, obtuvo cuatro medallas de oro como atleta juvenil en el Campeonato Centroamericano Juvenil y Juvenil de Atletismo antes de ganar cinco medallas de oro como atleta juvenil (bajo -20). En su último año, es la lanzadora dominante en Centroamérica, habiendo ganado ocho títulos en el Campeonato Centroamericano de Atletismo y tres medallas de oro en los Juegos Centroamericanos. Ella es la poseedora del récord en ambas competiciones, con un récord de campeonato de 55 metros y un 49.08 metro. Estudió en la Universidad Tecnológica de Panamá y obtuvo una licenciatura en ingeniería electromecánica en 2012 antes de obtener un posgrado en gestión empresarial en 2014. Su mejor marca personal de 55,00 m (180 pies 5+1 ⁄ 4 pulg.) es el récord nacional panameño para el evento. Ha representado a su país en los Juegos Centroamericanos y del Caribe (2010, 2014), Campeonato Sudamericano de Atletismo (2013, 2015), Campeonato Iberoamericano de Atletismo (2010, 2014) y Juegos Panamericanos 2015.

## Competencias Internacionales
| Año  | Competencia                          | Lugar                          | Posición | Evento                  | Notas      |
| ---- | ------------------------------------ | ------------------------------ | -------- | ----------------------- | ---------- |
| 2002 | Campeonato Centroamericano           | San José, Costa Rica           | 2.º      | Lanzamiento de disco    | 38.06 m    |
| 2003 | Campeonato Centroamericano Juvenil   | San José, Costa Rica           | 1.º      | Lanzamiento de peso     | 10.81 m    |
| 2003 | Campeonato Centroamericano Juvenil   | San José, Costa Rica           | 1.º      | Lanzamiento de disco    | 37.92 m CR |
| 2003 | Campeonato Centroamericano           | Ciudad de Guatemala, Guatemala | 2.º      | Lanzamiento de disco    | 36.77 m    |
| 2004 | Campeonato Centroamericano Juvenil   | San José, Costa Rica           | 1.º      | Lanzamiento de peso     | 10.07 m    |
| 2004 | Campeonato Centroamericano Juvenil   | San José, Costa Rica           | 1.º      | Lanzamiento de disco    | 38.20 m CR |
| 2004 | Campeonato Centroamericano Juvenil   | San José, Costa Rica           | 2.º      | Lanzamiento de martillo | 24.03 m    |
| 2004 | Campeonato Sudamericano Juvenil      | Guayaquil, Ecuador             | 2.º      | Lanzamiento de disco    | 39.17 m    |
| 2005 | Campeonato Centroamericano           | San José, Costa Rica           | 3.º      | Lanzamiento de peso     | 11.41 m    |
| 2005 | Campeonato Centroamericano           | San José, Costa Rica           | 1.º      | Lanzamiento de disco    | 43.15 m    |
| 2005 | Campeonato Centroamericano Juvenil   | Managua, Nicaragua             | 1.º      | Lanzamiento de peso     | 11.33 m    |
| 2005 | Campeonato Centroamericano Juvenil   | Managua, Nicaragua             | 1.º      | Lanzamiento de disco    | 42.95 m CR |
| 2006 | Campeonato Centroamericano Juvenil   | Ciudad de Guatemala, Guatemala | 1.º      | Lanzamiento de peso     | 11.48 m    |
| 2006 | Campeonato Centroamericano Juvenil   | Ciudad de Guatemala, Guatemala | 1.º      | Lanzamiento de disco    | 42.93 m CR |
| 2007 | Campeonato Centroamericano Juvenil   | San Salvador, El Salvador      | 2.º      | Lanzamiento de peso     | 10.95 m    |
| 2007 | Campeonato Centroamericano Juvenil   | San Salvador, El Salvador      | 1.º      | Lanzamiento de disco    | 44.67 m CR |
| 2007 | Campeonato Centroamericano           | San José, Costa Rica           | 1.º      | Lanzamiento de disco    | 45.13 m CR |
| 2010 | Juegos Centroamericanos              | Ciudad de Panamá, Panamá       | 1.º      | Lanzamiento de peso     | 11.74 m    |
| 2010 | Juegos Centroamericanos              | Ciudad de Panamá, Panamá       | 1.º      | Lanzamiento de disco    | 47.10 m    |
| 2010 | Juegos Centroamericanos              | Ciudad de Panamá, Panamá       | 4.º      | Lanzamiento de martillo | 33.24 m    |
| 2010 | Campeonato Centroamericano           | Ciudad de Guatemala, Guatemala | 2.º      | Lanzamiento de peso     | 11.46 m    |
| 2010 | Campeonato Centroamericano           | Ciudad de Guatemala, Guatemala | 2.º      | Lanzamiento de disco    | 44.27 m    |
| 2010 | Juegos Centroamericanos y del Caribe | Mayagüez, Puerto Rico          | 6.º      | Lanzamiento de disco    | 46.84 m    |
| 2010 | Campeonatos Iberoamericanos          | San Fernando, España           | —        | Lanzamiento de disco    | NM         |
| 2011 | Campeonato Centroamericano           | San José, Costa Rica           | 2.º      | Lanzamiento de peso     | 11.66 m    |
| 2011 | Campeonato Centroamericano           | San José, Costa Rica           | 1.º      | Lanzamiento de disco    | 46.28 m CR |
| 2012 | Campeonato Centroamericano           | Managua, Nicaragua             | 2.º      | Lanzamiento de peso     | 11.63 m    |
| 2012 | Campeonato Centroamericano           | Managua, Nicaragua             | 1.º      | Lanzamiento de disco    | 43.71 m    |
| 2013 | Campeonato Centroamericano           | Managua, Nicaragua             | 1.º      | Lanzamiento de peso     | 12.28 m    |
| 2013 | Campeonato Centroamericano           | Managua, Nicaragua             | 1.º      | Lanzamiento de disco    | 49.71 m CR |
| 2013 | Juegos Centroamericanos              | San José, Costa Rica           | 2.º      | Lanzamiento de peso     | 12.48 m    |
| 2013 | Juegos Centroamericanos              | San José, Costa Rica           | 1.º      | Lanzamiento de disco    | 49.08 m GR |
| 2013 | Juegos Bolivarianos                  | Trujillo, Perú                 | 3.º      | Lanzamiento de disco    | 51.94 m    |
| 2013 | Campeonato Sudamericano              | Cartagena, Colombia            | 7.º      | Lanzamiento de disco    | 51.02 m    |
| 2014 | Juegos Sudamericanos                 | Santiago, Chile                | 6.º      | Lanzamiento de disco    | 51.37 m    |
| 2014 | Campeonatos Iberoamericanos          | São Paulo, Brasil              | 5.º      | Lanzamiento de disco    | 51.63 m    |
| 2014 | Juegos Centroamericanos y del Caribe | Xalapa, México                 | 5.º      | Lanzamiento de disco    | 51.59 m    |
| 2015 | Campeonato Sudamericano              | Lima, Perú                     | 6.º      | Lanzamiento de disco    | 50.70 m    |
| 2015 | Campeonato Centroamericano           | Managua, Nicaragua             | 1.º      | Lanzamiento de peso     | 12.32 m    |
| 2015 | Campeonato Centroamericano           | Managua, Nicaragua             | 1.º      | Lanzamiento de disco    | 55.00 m CR |
| 2015 | Juegos Panamericanos                 | Toronto, Canadá                | 9.º      | Lanzamiento de disco    | 50.62 m    |
| 2017 | Juegos Bolivarianos                  | Santa Marta, Colombia          | 2.º      | Lanzamiento de disco    | 54.74 m    |
| 2018 | Juegos Centroamericanos y del Caribe | Barranquilla, Colombia         | 5.º      | Lanzamiento de disco    | 53.97 m    |
| 2019 | Campeonato Sudamericano              | Lima, Perú                     | 5.º      | Lanzamiento de disco    | 50.57 m    |
| 2019 | Juegos Panamericanos                 | Lima, Perú                     | 9.º      | Lanzamiento de disco    | 53.80 m    |
| 2022 | Juegos Bolivarianos                  | Valledupar, Colombia           | 4.º      | Lanzamiento de disco    | 49.11 m    |
| 2023 | Juegos Centroamericanos y del Caribe | San Salvador, El Salvador      | 5.º      | Lanzamiento de disco    | 49.63 m    |